# 阳春市第一中学
阳春市第一中学是位于中华人民共和国广东省阳春市的全日制普通高中。现有在校生6023人及教职工478人。

## 历史沿革

### 阳春县立中学时期
1911年春，学校以“阳春县立中学堂”的名义建立，校址在春城五循祠和试院（今属春城街道之阳春市教育局旧址），同年11月因辛亥革命军入城破坏，学校被迫停办。
1919年10月，学校以“阳春县立中学”的名义复校，由梅县籍的黄藩担任复校后首任校长，并始招四年制中学甲乙两班。因从本年起学校才走上正常办学之路，故一直以该年为建校之始。
1923年因匪乱停课，直至次年复课。
1926年8月，停办四年制中学改招三年制初中新生，此后每年秋季招生一班。
1938年冬，因日机轰炸春城，影响正常办学，学校乃于1939年9月迁往三甲石咀。
1941年9月，学校迁回春城原址，并在县城东关帝行宫庙前（今阳春市实验中学校址）筹建新校舍。
1944年秋，学校搬至新校舍上课。
1945年7月开始招高中一班，45人。
1946年下半年至1951年，每年招一个班，每班45人。
1949年10月中华人民共和国成立，李希果任校长。
1952年由于在校高中学生特别是高三学生太少，因此高三级并入阳江县两阳中学，高一、高二停办。

### 建国后至文革时期
1953年，阳春县立中学改称为“阳春县第一中学”, 郑英昌任校长。
1955年，学校开始复办高中班，此后学校规模基本稳定，高中每级2个班，初中每级4个班，共18个教学班。
1958年，因阳江、阳春两县合并为两阳县，学校改名为“两阳县第二中学”。
1961年，两阳县再分为阳江、阳春两个县，学校首度复名为“阳春县第一中学”。
1958年至1965年，学校规模再次扩大，初中每级6个班，高中每级2个班，共24个班，与此同时，学校扩建校舍，教学设备逐渐增加，大批大专院校教师来本校任教，师资力量雄厚，因此教学质量逐步提高，此时期共有高中毕业生600多人，其中有200多人考上大专院校。
1966年“文化大革命”爆发后，学校曾响应当时形势，改名为“红卫中学”。
1969年，学校管理权由阳春县划归附城公社，改名为“附城中学”。
1971年，学校复归阳春县管理，改名为“阳春中学”。 

### 改革开放时期
1978年12月，学校被定为县重点中学。
1984年8月，学校二度复名为“阳春县第一中学”。
1994年5月5日，阳春撤县设市，学校改名为“阳春市第一中学”。
1998年3月，学校被评为广东省一级学校。
2003年秋，学校将初中部改制为阳春市实验中学，属公办民助性质，高中部仍属阳春市第一中学直接办学。
2007年8月，位于春城街道东湖公园南侧云凌岭脚下的校前路9号新校区竣工，同时阳春市实验中学（即原阳春市第一中学初中部）正式从阳春市第一中学分离独立，并使用城东大道120号阳春一中旧校区办学，原阳春市第一中学则迁往新校区，从此转型为普通全日制高级中学并不再开办初中部，但高中部复读班仍暂驻旧校区。
2007年12月，学校通过首批广东省国家级示范性普通高中验收。
2011年，高中部复读班迁往新校区，至此阳春市第一中学不再拥有旧校区所有权。
2016年，阳春市实验中学之高中部并入阳春市第一中学，至此学校拥有学生共计114个教学班6023人，教职员工478人。

## 相关事件
2016年，广东外语外贸大学校刊发布对该校学生华珂之采访文章，其中对阳春市第一中学存在严重抹黑丑化之处，引起阳春市第一中学校友、师生乃至阳春地方舆情哗然，
其后在阳春市第一中学与广外校方进行交涉下，广外校方删除不实报道并派员携涉事学生亲笔致歉信至阳春一中正式道歉，但该采访文章原文仍在部分网站上可全文查阅。

## 资料来源
1. ↑  阳春市第一中学. . 阳春市第一中学微信公众号.   [2019-04-13]. （原始内容存档于2019-07-13）.
2. ↑  阳春市第一中学. . 阳春市第一中学微信公众号.   [2019-04-13]. （原始内容存档于2019-07-13）.
3. ↑  广东外语外贸大学新闻网. . 广东外语外贸大学高考招生网.   [2019-04-13]. （原始内容存档于2019-04-13）.
4. ↑  阳春关注. . 搜狐网.   [2019-04-13]. （原始内容存档于2019-04-13）.
5. ↑  阳春关注. . 搜狐网.   [2019-04-13]. （原始内容存档于2019-04-13）.